# Arrondissement de Cuxhaven
L'arrondissement de Cuxhaven est un arrondissement  (« Landkreis » en allemand) de Basse-Saxe (Allemagne).
Son chef-lieu est Cuxhaven.

## Villes, communes et communautés d'administration
(Nombre d'habitants en 2013)
Einheitsgemeinden
1. Beverstedt, (13 502)
2. Cuxhaven, grande ville autonome (48 325)
3. Geestland, ville (30 411)
4. Hagen im Bremischen, (10 960)
5. Langen, ville (18400 hab.)
6. Loxstedt (15 827)
7. Schiffdorf (13 733)
8. Wurster Nordseeküste (16 799)

Samtgemeinden  avec leurs communes membres
* Siège de la Samtgemeinde
| - 1. Samtgemeinde Am Dobrock (11 647) 1. Belum (803) 2. Bülkau (856) 3. Cadenberge * (3 328) 4. Geversdorf (709) 5. Neuhaus (Oste), Flecken (1 150) 6. Oberndorf (1 404) 7. Wingst (3 397) - 2. Samtgemeinde Börde Lamstedt (5 931) 1. Armstorf (614) 2. Hollnseth (907) 3. Lamstedt * (3 258) 4. Mittelstenahe (621) 5. Stinstedt (531) | - 3. Samtgemeinde Hemmoor (14 056) 1. Hechthausen (3 459) 2. Hemmoor, ville * (8 675) 3. Osten (1 922) - 4. Samtgemeinde Land Hadeln (15 467) 1. Ihlienworth (1 643) 2. Neuenkirchen (1 387) 3. Nordleda (1 117) 4. Odisheim (554) 5. Osterbruch (553) 6. Otterndorf, ville * (7 068) 7. Steinau (889) 8. Wanna (2 256) |